# Золотая медаль имени С. И. Вавилова
Золотая медаль имени С. И. Вавилова — научная награда Российской академии наук. Присуждается с 1952 года Президиумом АН за выдающиеся работы в области физики. Носит имя академика Сергея Ивановича Вавилова. Присуждение медали приурочивается ко дню рождения С. И. Вавилова — 24 марта. В конкурсе на соискание медали могут участвовать отдельные лица, персонально.
Золотая медаль и диплом о её присуждении вручаются на годичном общем собрании РАН.

Оборотная сторона медали

## Описание Золотой медали имени С. И. Вавилова
Медаль имени С. И. Вавилова изготавливается из золота и имеет форму правильного круга диаметром 50 мм.
На лицевой стороне медали — выпуклое изображение С. И. Вавилова в профиль.
На оборотной стороне медали — выпуклая надпись: «За выдающиеся научные работы в области физики». Над этой надписью — пятиконечная звёздочка, под надписью — прямоугольная рамка для фамилии лауреата и года присуждения медали. Слева от надписи — изогнутая лавровая ветвь.
Медаль настольная и хранится в кожаном футляре.

## Награждённые учёные
- 1952 — Дмитрий Владимирович Скобельцын — за выдающиеся работы в области физики
- 1953 — Александр Николаевич Теренин — за совокупность работ по физике
- 1959 — Иван Васильевич Обреимов — за совокупность работ в области физики
- 1961 — Эдуард Владимирович Шпольский — за работы по линейным спектрам люминесценции в замороженных растворах
- 1965 — Валентин Александрович Фабрикант — за выдающиеся работы по оптике газового разряда, в которых впервые были исследованы явления, связанные с отрицательной абсорбцией, и было предложено использование этого явления для усиления света
- 1970 — Пётр Петрович Феофилов — за работы по спектроскопии и люминесценции активированных кристаллов
- 1973 — Владимир Павлович Линник — за работы по созданию новых оптических методов и приборов в астрономии
- 1976 — Михаил Дмитриевич Галанин — за цикл работ по исследованию переноса энергии электронного возбуждения в люминесцирующих растворах и кристаллах
- 1979 — Илья Михайлович Франк — за цикл работ «Исследования по оптике преломляющих сред»
- 1982 — Сергей Васильевич Вонсовский — за работы по физике твёрдого тела
- 1985 — Всеволод Васильевич Антонов-Романовский — за работы по рекомбинационной люминесценции твёрдого тела
- 1988 — Евгений Львович Фейнберг — за работы по физике элементарных частиц, радиофизике и акустике
- 1991 — Бертольд Самуилович Непорент — за работы по исследованию сплошных спектров люминесценции и поглощения сложных органических молекул
- 1995 — Виталий Лазаревич Гинзбург — за выдающиеся работы в области физики, в том числе за серию работ по теории излучения равномерно движущихся источников
- 2000 — Иммануил Лазаревич Фабелинский — За работы по спектроскопии рассеяния света в газах, жидкостях и твёрдых телах
- 2005 — Леонид Вениаминович Келдыш — За цикл работ «Создание современных методов описания неравновесных состояний в теории конденсированных сред»
- 2010 — Владимир Иванович Ритус — За цикл работ «Принципиальные проблемы квантовой электродинамики интенсивного поля»
- 2015 — Евгений Михайлович Дианов — За цикл работ «Исследования нелинейных процессов в волоконных световодах и создание волоконно-оптических источников излучения в видимом и ближнем инфракрасном диапазоне спектра, основанных на нелинейных явлениях»
- 2020 — Геннадий Андреевич Месяц — за выдающийся вклад в развитие новых направлений в области физики: сильноточной электроники и импульсной электрофизики